# Központi Kávéház
Az Esztergom belvárosában található Központi Kávéház a királyváros legelőkelőbb kávéháza a 19. század óta. A huszadik században Babits Mihály törzshelye volt esztergomi évei alatt. A helyi kulturális élet egyik központja. Rio és Belvárosi Kávéház néven is működött.

## Története
A kávéházat Lindtner Henrich alapította 1841-ben a Vörösmarty utca és a Rákóczi tér sarkán álló – akkor még földszintes – épületben. Hosszasan tanulmányozta a bécsi kávéházakat, és azok alapján akart egyet alapítani Esztergomban is. Ennek megfelelően Bécsből hozatta a bútorokat, a berendezéseket és az üvegeket, a kávéfőző edényeket Törökországból, a porcelánt Csehországból. A kávéfőző mestert szintén Törökországból szerződtette. A kávéhézat előszeretettel látogatta a megyei, városi vezetőség, sőt a tisztikar is. Később Neubauer János, volt bécsi császári-királyi kamarás vette át az irányítását, aki családjával Bécsből Esztergomba, a kávéház 1896-ban épített emeletére költöztek. A belső tereket bővítették, a kínálatot kiegészítették fagylalttal, cukrásztermékekkel. A kávéház kívül-belül megújult, de működése az első világháború után rövid ideig szünetelt, majd 1927-ben Alberti József vette át. A második világháborúban az épület megsérült.
A nyolcvanas években jelentősen átalakították az épületet, ekkor az eredeti berendezés eltűnt. 2006-ban a kávéházat teljesen felújították, hogy az a korabeli szecessziós stílust idézze. Az arany díszítésű tapétát Angliából hozatták, a berendezést pedig ugyanonnan, mint 110 évvel azelőtt. A nagyterem új márványzatot kapott, a falak fa burkolatot, utcai teraszát felújították, a közműveket, ajtókat, ablakokat kicserélték. Az emeleti részeken viszont különböző cégek kaptak helyet. Az Év Kávéháza versenyen 2007-ben is bekerült az ország 100 legjobb kávéháza közé. 2008 novemberében működtetését átvette a Szamos Marcipán. Kialakításra került egy Babits-sarok, így emlékezve arra, hogy a költő gyakran és szívesen időzött itt.
A kávéházban megtekinthető a bazilika 1:200 arányú makettje, amit 250 munkaóra alatt, 58 kg marcipán felhasználásával Kimmelné Izsák Tünde készített.

## Az épület leírása
A kávéház L alakú, egyemeletes épülete historizáló stílusban készült, jelenleg műemléki védelem alatt áll.